# 2035年8月19日月食
2035年8月19日月食为一次將在协调世界时2035年8月19日出現的月偏食。該次月食半影食分為1.177、全影食分為0.109。偏食将維持39分。

## 概述
這次月食的食分是21.86，偏食維持了39分。

## 基本參數
- 類型：月偏食
- 食甚資料：
  - 日期：2035年8月19日
  - 時間：1:10
  - 月球位置：赤經21.86度、赤緯-12.0度
  - 食分：半影食分：1.177、全影食分：0.109
  - 持續時間：偏食39分

## 外部連結
- NASA月食專頁（页面存档备份，存于）（英文）